# ايغور شوفالوف
ايغور إيفانوفيتش شوفالوف(بالروسية: И́горь Ива́нович Шува́лов) هو النائب الأول لرئيس الحكومة الروسية ونائب سكرتير رئاسة المجلس العام في حزب «روسيا المتحدة». وكان قبل ذلك مساعداً لرئيس روسيا فلاديمير بوتين.

## حياته
ولد في 4 يناير/كانون الثاني عام 1967 في أوكروغ تشوكوتكا الذاتية. وانهى المدرسة الثانوية في موسكو، ثم خدم في الجيش الروسي. والتحق عام 1987 بجامعة موسكو الحكومية وتخرج من كلية الحقوق فيها. وفي عام 1993 انتسب إلى وزارة الخارجية الروسية.
عمل في اعوام 1993 – 1997 في مكتب «آ ل ام – كونسالتينغ» للمحامين. وساهم في الوقت ذاته بتأسيس بعض الشركات التي مارست التجارة بالجملة والوساطة في الصفقات العقارية والنشاط المصرفي.
بدأ ايغور شوفالوف عام 1997 العمل في هيئة ممتلكات الدولة بمثابة النائب لرئيس الهيئة التي تحولت آنذاك إلى وزارة. وأصبح في فبراير/شباط عام 1998 عضوا في مجلس المدراء بقناة «أو ار تي» التلفزيونية الروسية الكبرى. وتولى شوفالوف عام 1998 إدارة صندوق الممتلكات الفيدرالية في حكومة فيكتور تشيرنوميردين. وبقي يتولى هذا المنصب في حكومات يفغيني بريماكوف وسيرغي ستيباشين وفلاديمير بوتين. وشغل في الوقت ذاته مناصب مسؤولة في إدارة الشركات الحكومية التجارية مثل شركة التأمين الروسية الحكومية وشركة قناة «أو ار تي» الحكومية ومركز المعارض الروسي وشركة «غازبروم»
عين في مارس/آذار عام 2000 رئيسا لديوان الحكومة الروسية وحظي بالنفوذ الكبير بصفته نائبا لرئيس الوزراء في حكومة ميخائيل كاسيانوف.

في يونيو/حزيران عام 2005 تم تعيينه مساعدا لرئيس روسيا فلاديمير بوتين ونائبا لرئيس ديوانه. في يناير/كانون الثاني عام 2005 تولى شوفالوف تمثيل رئيس روسيا في مجموعة «الثماني الكبار»، وشارك في تحضير القمة لتلك المجموعة التي عقدت عام 2006 في مدينة بطرسبورغ الروسية. وقد ساعد من جراء توليه لهذا المنصب في ارتقاء الوضع القانوني الدولي لروسيا الاتحادية.
بعد تولي دميتري مدفيديف رئاسة روسيا تم تعيين شوفالوف بمنصب النائب الأول في حكومة رئيس الوزراء فلاديمير بوتين.
عقد في نوفمبر/تشرين الثاني عام 2008 المؤتمر العاشر لحزب «روسيا المتحدة» الحاكم الذي انتخب شوفالوف نائبا لسكرتير رئاسة المجلس العام في الحزب لشؤون التعاون مع المنتديات السياسية. وتولى شوفالوف في ديسمبر/كانون الأول من العام ذاته رئاسة اللجنة المشكلة من قبل بوتين التي انيط بها تنسيق جهود الحكومة الروسية في ظروف الازمة المالية العالمية. وفي مارس/آذار عام 2009 تم تعيينه منسقا وطنيا لشؤون رابطة الدول المستقلة. مثل شوفالوف في صيف عام 2009 الحكومة الروسية في محادثات انضمام روسيا إلى منظمة التجارة العالمية ضمن الاتحاد الجمركي الموحد لروسيا وبيلاروس وكازاخستان. وتولى في يناير/كانون الثاني عام 2010 رئاسة اللجنة الحكومية للتنمية الاقتصادية والتكامل.
أعييد تعيينه في منصب النائب الأول لرئيس الوزراء في حكومة مدفيديف يوم 21 مايو/أيار عام 2012.

## روابط خارجية
- ايغور شوفالوف على موقع IMDb (الإنجليزية)
- ايغور شوفالوف على موقع مونزينجر (الألمانية)